# Phymaspermum aphyllum
Phymaspermum aphyllum es una especie de planta floral del género Phymaspermum, tribu Anthemideae, familia Asteraceae. Fue descrita científicamente por Magee & Ruiters.
Se distribuye por la provincia del Cabo, Sudáfrica.